# بال‌سپرریختان
بال‌سپرریختان (نام علمی: Pteraspidomorphi) نام یک زیررده از زیرشاخه مهره‌داران است. نام دیگر آن استراکودرم است ک دارای زرهی برای پوشش سر آن وجود دارد. این ماهی‌ها در پایان دوونین منقرض شدند.